# Капернаум
 Тази статия е за древното селище.  За филма вижте Капернаум (филм).  
Капернаум (на латински: Capernaum; Kapernaum; Kafarnaum; Kapharnaum; на иврит: כְפַר נָחוּם, Kfar Nahum = Nahums, букв. „селото на Наум“) e рибарско село в Северен Израел на северния бряг на Галилейското езеро. Намирало се на 2,5 км източно от Табгха и 15 км североизточно от Тибериас на пътя Виа Марис.
Капернаум играе важна роля в евангелията и Новия завет като място, където е живял Иисус Христос. Там са живели и много други негови ученици като апостолите Петър и Андрей, също така братята Яков и Йоан (синовете на Зеведей) и Матей митарят. Исус Христос проповядвал в синагогата на града и живял в къщата на Петър.